# Parleza Wielka (przystanek kolejowy)
Parleza Wielka – przystanek osobowy w Parlezie Wielkiej na linii kolejowej nr 233, w powiecie olsztyńskim, w województwie warmińsko-mazurskim, w Polsce.